# Josef Kaizl

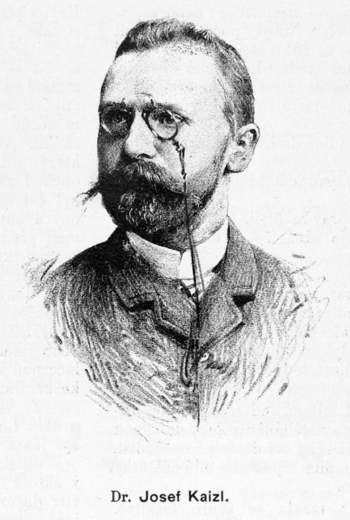
Josef Kaizl (von Jan Vilímek 1886)

Josef Kaizl (* 10. Juni 1854 in Volyně, Böhmen; † 19. August 1901 in Myslkovice) war ein tschechischer Politiker und Nationalökonom.

## Leben
Der Sohn eines Angestellten besuchte das Gymnasium in der Prager Altstadt und in Leitomischl. Es folgte ein Studium des Rechts von 1871 bis 1875 an der Rechtsfakultät der Karls-Universität in Prag und ab 1877 ein Studium der Wirtschaftswissenschaften an der Universität Straßburg bei Gustav von Schmoller und Georg Friedrich Knapp. Unter der Leitung von Schmoller schrieb er seine Arbeit Der Kampf um Gewerbereform und Gewerbefreiheit in Bayern von 1799–1868, die später auch seine Habilitationsarbeit in Prag war.
Ab 1879 lehrte er als Dozent Politische Ökonomie an der Karls-Universität und nach deren Aufsplittung 1883 wurde er zum Professor der tschechischen Universität ernannt. Er gehörte zum Kreis der Professoren um Jan Gebauer und Tomáš Garrigue Masaryk, die durch ihr fachliches und öffentliches Auftreten einen großen Beitrag zur tschechischen Bildung, Kultur und Politik erbrachten.
1885 wurde er als Abgeordneter der Altböhmen in den Reichsrat gewählt, zerstritt sich mit deren Mitgliedern, verließ diese wieder und gab sein Mandat zurück. 1890 trat er zu den Jungböhmen über und arbeitete hier mit Masaryk an einem neuen Weg des Realismus. Bei Wahlen im März 1891 bekam die Partei der Jungböhmen die meisten Stimmen und Kaizl wurde bis 1901 wiederum als Abgeordneter in den Reichsrat gewählt. Während viele, einschließlich Masaryk, die Jungböhmen verließen, blieb Kaizl der Partei treu und wurde deren führender Vertreter.
Mit Hilfe von Jan Podlipný, Gustav Eim und Václav Škarda gelang es ihm, die radikalen Flügel zu vereinigen und ein realistisches Programm ins Leben zu rufen. 1895 rief er seine sogenannte Etappen-Politik aus. Der Grundgedanke, dass die Durchsetzung der böhmischen Forderungen nicht auf einen Schlag, sondern nur in Etappen folgen konnte, ermöglichte es ihm, flexibel mit der Regierung zu verhandeln und sie gegebenenfalls auch als Oppositionspartei zu unterstützen. In seiner politischen Tätigkeit zeigte er hohe politische Sensibilität und fachliche Kompetenz.
Von 1898 bis 1899 war er Finanzminister der Thun-Regierung.

## Werke
Kaizl publizierte in verschiedenen Fachzeitschriften, darunter gemeinsam mit Masaryk in Zeit (Čas) aber auch in der ausländischen Fachpresse. Seine weiteren Werke erschienen in deutscher und tschechischer Sprache, manche auch in Italienisch. Auf sich aufmerksam machte er mit seiner Arbeit Böhmische Gedanken (České myšlénky), in der er unter anderem Masaryk kritisierte. Er verteidigte den tschechischen Liberalismus. Er sah den Staat als ein legalisiertes und organisiertes gewaltausführendes Organ, welches in der Gesellschaft ordnungspolitische Aufgaben hat. Er betonte jedoch, dass in der modernen Gesellschaft die Gewaltausführung des Staates mit zunehmender politischer Emanzipation der Bevölkerung abnimmt. Die politische Organisation wächst mit der Gesellschaft zusammen und erweitert dadurch das Feld ihrer Tätigkeit.

### Werke in deutscher Sprache
- Der Kampf um die Gewerbereform und Gewerbefreiheit in Bayern von 1799–1868. Nebst einem einleitenden Ueberblick über die Entwickelung des Zunftwesens und der Gewerbefreiheit in Deutschland. Leipzig: Duncker & Humblot 1879 (Staats- und socialwissenschaftliche Forschungen; Nr. 6 = Bd. 2,1)
- Die Lehre von der Überwälzung der Steuern. Leipzig: Duncker & Humblot, 1882

Übersetzungen:
- Finanzwissenschaft. Teil 1–2 / Autorisierte Übersetzung aus dem Böhmischen von Alois Körner. Wien: Manz, 1900–1901

### Werke in tschechischer Sprache
- Národní hospodářství. 1883
- O postátnění železnic v Rakousku. 1883
- Obnovený řád živnostenský. 1883
- Vyrovnání s Uhry 1866 a 1877. 1886
- Finanční věda. 1888
- Náprava rakouské měny. 1890
- Lid selský, jeho poroba a vymanění v zemích českých. 1895
- České myšlénky. 1895
- O státoprávním programu českém. 1896
- Z mého života. 1909.

### Zeitschriftenbeiträge
- O úroku a lichvě. Osvěta 1879.